# Jernej Presečnik
Jernej Presečnik, slovenski smučarski skakalec, * 18. januar 2002.
Največji uspeh je dosegel na mladinskem svetovnem prvenstvu leta 2020 v Oberwiesenthalu, kjer je bil zlat na ekipni tekmi, leta 2021 v Lahtiju srebrn, leta 2019 pa bronast. Leta 2021 je v Rasnovu na svoji prvi tekmi svetovnega pokala osvojil prve točke z 28. mestom.